# Kurt Tschenscher
Kurt Waldemar Tschenscher (5. oktober 1928 - 13. august 2014) var en vesttysk fodbolddommer. Han dømte internationalt under det internationale fodboldforbund, FIFA, fra 1958 til 1974. Han var den første dommer nogensinde til at vise en spiller det gule kort, efter at gule og røde kort blev indført i forbindelse med VM 1970. Spilleren der blev advaret var mexicaneren Gustavo Pena.
Han dømte finalen i Mesterholdenes Europa Cup i 1967 mellem Celtic og Inter. En kamp som Celtic vandt 2-1.